# Wolfiporia
Wolfiporia là một chi nấm thuộc họ Fomitopsidaceae.

## Species list
- Wolfiporia cartilaginea
- Wolfiporia cocos
- Wolfiporia curvispora
- Wolfiporia dilatohypha
- Wolfiporia extensa
- Wolfiporia sulphurea